# Pierre Pointe
La Pierre Pointe est un menhir situé à Montacher-Villegardin, dans le département français de l'Yonne en France.

## Historique
La Pierre Pointe figure sur le plan de Montacher dressé en 1786 par l'arpenteur royal Pichot mais elle ne figure pas sur le cadastre de 1840. Elle est inscrite au titre des monuments historiques en 1952.

## Description
La Pierre Pointe, en grès cliquart, mesure 2,60 m de haut et 1,80 m dans sa plus grande largeur et a un sommet en pointe émoussée. Elle est inclinée vers le nord-ouest.